# Simi Hamilton
Simeon Hamilton detto Simi (Aspen, 14 maggio 1987) è un fondista statunitense.

## Biografia
In Coppa del Mondo ha esordito il 6 febbraio 2010 a Canmore (28°); il 31 dicembre 2013 ha ottenuto la prima vittoria di tappa in una competizione intermedia (il Tour de Ski a Lenzerheide) e il 19 dicembre 2015 è salito per la prima volta sul podio, a Dobbiaco (2º).
In carriera ha preso parte a tre edizioni dei Giochi olimpici invernali, Vancouver 2010 (29° nella sprint, 64º nella 15 km, 13º nella staffetta), Soči 2014 (27° nella 15 km, 6º nella sprint a squadre, 11° nella staffetta) e Pyeongchang 2018 (20º nella sprint, 6º nella sprint a squadre), e a sei dei Campionati mondiali (5° nella sprint a squadre a Lahti 2017 il miglior risultato).

## Palmarès

### Coppa del Mondo
- Miglior piazzamento in classifica generale: 30º nel 2017
- 2 podi:
  - 2 secondi posti

#### Coppa del Mondo - competizioni intermedie
- 3 podi di tappa:
  - 1 vittoria
  - 2 terzi posti

##### Coppa del Mondo - vittorie di tappa
| Data             | Località    | Nazione  | Competizione | Disciplina |
| ---------------- | ----------- | -------- | ------------ | ---------- |
| 31 dicembre 2013 | Lenzerheide | Svizzera | Tour de Ski  | SP TL      |

Legenda

SP = sprint

TL = tecnica libera